# Колпенский сельсовет
Колпенский сельсовет — административная единица на территории Лоевского района Гомельской области Республики Беларусь. Административный центр — агрогородок Колпень.

## Состав
Колпенский сельсовет включает 6 населённых пунктов:
- Козероги — деревня
- Колпень — агрогородок
- Крупейки — деревня
- Мохов — деревня
- Пустая Гряда — деревня
- Щитцы — деревня